# Ејтинг Му
Ејтинг Му (енгл. Athing Mu; Трентон, Њу Џерси, 8. јун 2002.) је америчка атлетичарка, тркачица на средње стазе. Она је најмлађа жена у историји која је освојила појединачну олимпијску и светску титулу у атлетици. Са 19 година, Му је освојила златну медаљу у трци на 800 метара на Олимпијским играма у Токију 2020. Узела је друго злато у женској штафети 4 × 400 м. У трци на 800 метара, Му је постала Светска шампионка 2022.
Му држи светски рекорд за јуниорке на 800 у дворани, који је поставила почетком 2021. Она од 2019. држи незванични јуниорски светски рекорд у трци на 600 метара у дворани.
Ејтинг Му је рођена и одрасла у Трентону, Њу Џерси, као друга најмлађа од седморо браће и сестара. Њени родитељи су емигрирали у Сједињене Државе из Јужног Судана. Почела је да се такмичи на атлетској стази са 6 година.

## Каријера

### 2019
Му је 24. фебруара 2019. оборила амерички рекорд на 600 метара у дворани са временом 1:23.57. Она је замало оборила светски рекорд од 1:23,44, који је држала Олга Котљарова. Ипак, овај резултат Ејтинг Му је забележен као незванични светски јуниорски рекорд у дворани за жене.

### 2021
6. фебруара Му је трчала у дворани 400 метара за 50,52 с, што је било 0,3 секунде брже од званичног светског јуниорског рекорда Сање Ричардс који је ратификовала Светска атлетика. Међутим, време Ејтнг Му је било спорије од 50,36 с које је истрчала Сидни Меклохлин, али овај резултат није испунио стандарде за ратификацију као светски рекорд. Му је 27. фебруара истрчала 1:58,40 на 800 метара и поставила светски јуниорски рекорд. У Јуџину, 12. јуна 2021. Му је истрачала 400 метара за 49,57 секунди на отвореном.
На Олимпијским играма у Токију освојила је две златне медаље: на 800 метара и у штафети 4 × 400 метара.
У својој првој постолимпијској трци на митингу Прифонтејн класик, поправила је рекорд САД на 800 м истрчавши 1:55,04, резултат који чини Ејтинг Му другом најбржом јуниорком икада после Памеле Џелимо.
У тој рекордној сезони Му се такмичила 36 пута (укључујући и квалификационе трке) и тријумфовала је у 35 трка да би била проглашена за светску атлетску звезду године у успону.

### 2022
На Светском првенству у Јуџину, Му је победила на 800 м. Тако је Му постала најмлађа жена у историји која је освојила олимпијске и светске титуле у појединачној атлетској дисциплини. Такође је продужила низ победа на отвореном на скоро три године пошто није изгубила трку на отвореном од септембра 2019.

### 2023
Му је наступила на 800 метара и заузела треће место на Светском првенству у Будимпешти, иза Мери Море и Кили Хоџкинсон. Трчала је само једну трку на 800 метара целе сезоне пре овога. На Прифонтејн класик митингу у септембру 2023. победила је у финалу Дијамантске лиге у времену од 1:54,97 и поставила нови рекорд САД.

### 2024
После деветомесечне паузе, Му је покушала да победи на америчким олимпијским квалификацијам у трци на 800 метара, али се у финалу саплела  и пала, те завршила на последњем месту. Као резултат тога, није изабрана у олимпијски тим САД да одбрани своје олимпијско злато од пре три године.

## Достигнућа
Све информације преузете са профила Ејтинг Му на сајту Светске Атлетике .

### Лични рекорди
| Дисциплина           | Време   | Место одржавања   | Датум              | Напомене                                                                    |
| -------------------- | ------- | ----------------- | ------------------ | --------------------------------------------------------------------------- |
| 400 метара           | 49.57   | Јуџин, САД        | 12. јун 2021       |                                                                             |
| 4 × 400 м штафета*   | 48.32   | Токио, Јапан      | 7. август 2021     | *(време истрчано у поседњој измени, деоница од 400 метара у летећој измени) |
| 400 метара у дворани | 50,52   | Колеџ Стејшн, САД | 6. фебруар 2021    |                                                                             |
| 600 метара у дворани | 1:23,57 | Њујорк, САД       | 24. фебруар 2019   | Светски јуниорски рекорд (незваничан)                                       |
| 800 метара           | 1:54,97 | Јуџин, САД        | 17. септембар 2023 | Рекорд САД                                                                  |
| 800 метара у дворани | 1:58,40 | Фејетвил, САД     | 27. фебруар 2021   | Светски јуниорски рекорд                                                    |
| 1500 метара          | 4:03.44 | Јуџин, САД        | 8. јул 2023        |                                                                             |
| Једна миља у дворани | 4:37,99 | Колеџ Стејшн, САД | 15. јануар 2022    |                                                                             |

### Међународна такмичења
| Година | Такмичење              | Место                   | Позиција | Дисциплина        | Резултат | Белешка |
| ------ | ---------------------- | ----------------------- | -------- | ----------------- | -------- | ------- |
| 2018   | Олимпијске игре младих | Буенос Ајрес, Аргентина | 2.       | 800 м             | 2:05.23  |         |
| 2021   | Олимпијске игре        | Токио, Јапан            | 1.       | 800 м             | 1:55.21  |         |
| 2021   | Олимпијске игре        | Токио, Јапан            | 1.       | 4 × 400 м штафета | 3:16.85  |         |
| 2022   | Светско првенство      | Јуџин, САД              | 1.       | 800 м             | 1:56.30  |         |
| 2023   | Светско првенство      | Будимпешта, Мађарска    | 3.       | 800 м             | 1:56.61  |         |